# Eduardo Filippini
Eduardo Javier Filippini (Formosa, Provincia de Formosa, Argentina, 5 de junio de 1983) es un exfutbolista argentino nacionalizado paraguayo.

## Biografía
Sus abuelos son paraguayos, lo que le posibilitó nacionalizarse paraguayo.

## Clubes
| Club           | País     | Año         | PJ  | Goles |
| -------------- | -------- | ----------- | --- | ----- |
| Guaraní        | Paraguay | 2004-2006   |     |       |
| Martín Ledesma | Paraguay | 2007        |     |       |
| 2 de Mayo      | Paraguay | 2008        |     |       |
| Guaraní        | Paraguay | 2008 - 2016 | 228 | 14    |

## Palmarés

### Campeonatos nacionales
| Título          | Club    | País     | Año  |
| --------------- | ------- | -------- | ---- |
| Torneo Apertura | Guarani | Paraguay | 2010 |
| Torneo Clausura | Guarani | Paraguay | 2016 |